# Cryptantha clevelandii
Cryptantha clevelandii är en strävbladig växtart som beskrevs av Edward Lee Greene. Cryptantha clevelandii ingår i släktet Cryptantha, och familjen strävbladiga växter.

## Underarter
Arten delas in i följande underarter:
- C. c. dissita
- C. c. florosa